# Jirapa/Lambussie

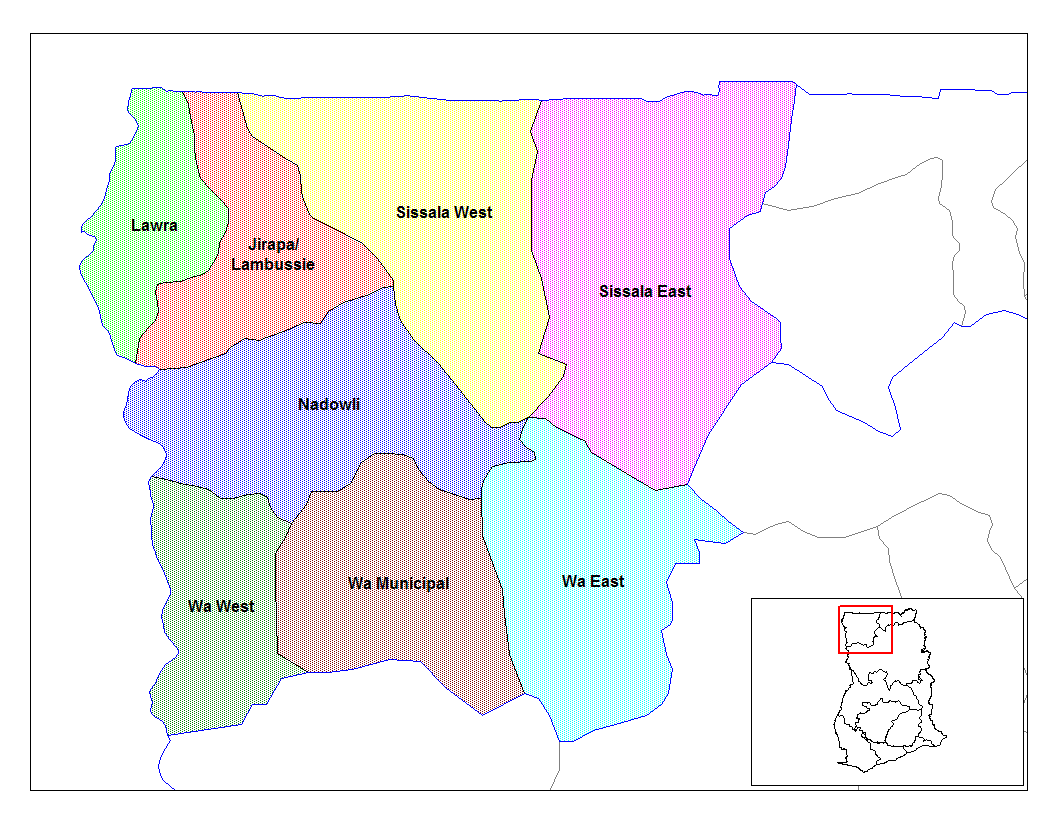
Distritos do Alto Ocidental

O Distrito de Jirapa/Lambussie é um dos oito distritos localizado no Alto Ocidental, uma das Regiões do Gana. Sua capital é Jirapa.

## Ligações Externas
- GhanaDistricts.com